# Temnostoma venustum
Temnostoma venustum är en tvåvingeart som beskrevs av Samuel Wendell Williston  1887. Temnostoma venustum ingår i släktet tigerblomflugor, och familjen blomflugor. Inga underarter finns listade i Catalogue of Life.